# 유어면
유어면(遊漁面)은 대한민국 경상남도 창녕군의 면이다. 2011년 6월 1일을 기준으로 면적은 33.29km2이고, 인구는 1,029세대, 1,980명이다.

## 행정 구역
- 부곡리
- 미구리
- 가항리
- 세진리
- 대대리
- 선소리
- 진창리
- 광산리
- 풍조리

## 관광
- 우포늪 : 유어면 대대리 ·세진리 일원.

## 교육
- 유어초등학교 (부곡리)
  - 회룡분교 (폐교) - 유어면 대대길 8 (대대리)
  - 광산분교 (폐교) - 유어면 광산길 109 (진창리)
- 등대중학교 (폐교) - 유어면 우포1대로 285-1 (가항리)